# 伊東隆治

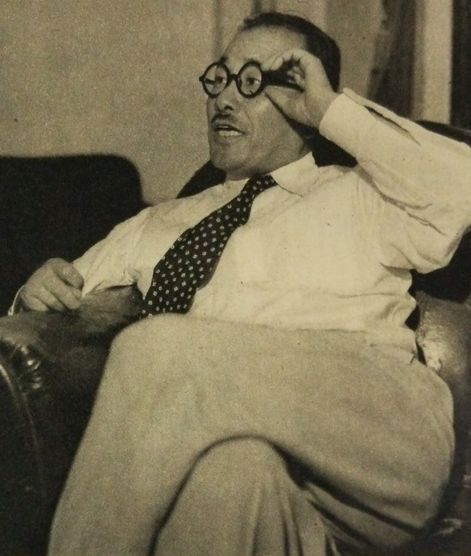
1953年

伊東 隆治（いとう りゅうじ、1898年7月8日 - 1968年3月28日）は、日本の政治家。衆議院議員（3期）。参議院議員（1期）。 

## 来歴・人物
鹿児島県大島郡龍郷村（現龍郷町）生まれ。鹿児島県立第二鹿児島中学校・第一高等学校を経て、東京帝国大学法学部に進学。帝大在学中の1921年（大正10年）に高等試験行政科・外交科で合格し、卒業後に外務省入りし、在漢口総領事館領事官補。同期入省に井口貞夫（駐米大使、外務事務次官）、田尻愛義（外務次官、大東亜次官、政務局長）、安東義良（駐ブラジル大使、欧亜局長）、西村熊雄（駐フランス大使、条約局長）などがいる。
外務省では通商局第五課長・漢口総領事・興亜院華中連絡部文化局長を歴任し、中華民国大使館参事官を最後に退官する。
1947年（昭和22年）の第1回参議院議員通常選挙に全国区から出馬（無所属）、下位ながら任期3年議員として初当選を飾った。直後に民主党入りし、芦田内閣で外務政務次官に就任。更に国民民主党→改進党と党籍を移すが、1950年参院選では落選し、1952年の衆院選（東京3区）・翌1953年の参院選（鹿児島県選挙区）でも政界復帰を果たせなかった。
1953年（昭和28年）に奄美群島が日本復帰し、それに伴う奄美群島選挙区新設に因る補欠選挙が1954年（昭和29年）2月に行われ伊東も出馬したが、伊東・保岡武久（前鹿児島県副知事）・金井正夫・宗前清（いずれも元代議士）・泉芳朗（前名瀬市長）と有力候補が居並ぶ中で法定得票数を得た候補が1人も出なかったため再選挙に追い込まれた。4月の再選挙では保岡に次ぐ次点に終わったが、翌1955年（昭和30年）の第27回衆議院議員総選挙で保岡を破り衆院初当選を果たす（日本民主党）。
その後は奄美群島区の1議席を保岡と争うことが続き、1958年の総選挙・1960年の総選挙では保岡に敗れたものの、1963年の総選挙・1967年の総選挙で連続して当選を果たしている。自由民主党では佐藤派に属し、党政策調査会外交副部長を歴任。また第3次池田改造内閣から第1次佐藤内閣にかけて経済企画政務次官、第1次佐藤第2次改造内閣から第3次改造内閣・第2次佐藤内閣にかけて自治政務次官を務めている。
衆議院議員在任中の1968年（昭和43年）3月28日、東京大学医学部附属病院で死去した。69歳没。同月30日、特旨を以て位一級を追陞され、死没日をもって正四位勲三等から従三位勲一等に叙され瑞宝章を追贈された。追悼演説は同年4月5日、衆議院議員で村山喜一により行われた。
伊東の死去に伴う欠員補充の補欠選挙は同年5月12日に執行され、ライバルであった保岡武久が当選している。
娘は弁護士で後に衆議院議員の白川勝彦と結婚している。